# Resistencia indígena al colonialismo
La resistencia indígena al colonialismo se refiere a las acciones, estrategias y formas de oposición realizados por los pueblos indígenas frente a la dominación colonial, el despojo territorial y la asimilación cultural. Esta resistencia ha variado según el grupo indígena, el período histórico, el territorio y el estado colonial con el que han interactuado, incluyendo enfrentamientos armados, estrategias diplomáticas, acciones legales, migraciones hacia zonas remotas y formas de adaptación o supervivencia cultural. 
En algunos casos, las comunidades indígenas fueron obligadas a abandonar sus territorios, a reubicarse en reservas o reducciones, o integrarse como fuerza laboral en sistemas coloniales. También se han registrado casos de desmoralización o suicidio colectivo. En ocasiones, los pueblos indígenas han formado alianzas con otras naciones indígenas o no indígenas. 
En general, la respuesta de los pueblos indígenas al colonialismo ha sido diversa y variada en su efectividad, desde la supervivencia hasta la destrución de naciones enteras. La resistencia indígena tiene una historia de siglos que es compleja y continúa hasta la época contemporánea.

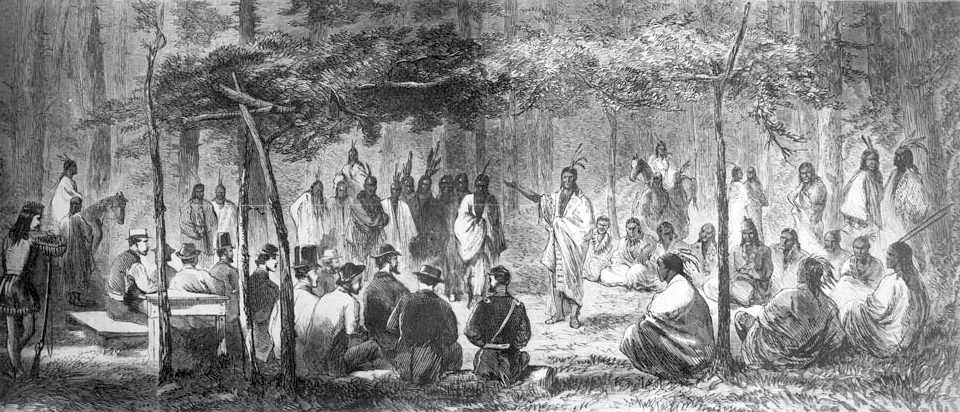
Los kiowa, los comanche, los apaches, los cheyenes y los arapajó firmaron tres tratados sucesivos con el gobierno de los Estados Unidos en 1867.

## Contexto
Los pueblos indígenas son los primeros habitantes conocidos de un territorio que fue o sigue siendo colonizado por un grupo dominante. Antes de la era del colonialismo, había cientos de naciones y tribus a lo largo de los territorios que serían colonizados, con diversas lenguas, religiones y culturas. Los pueblos que llegarían a ser conocidos como indígenas tenían grandes ciudades, ciudades-estado, cacicazgos, estados, reinos, repúblicas, confederaciones e imperios. Estas sociedades tenían diversos grados de conocimiento de las artes, la agricultura, la ingeniería, la arquitectura, las matemáticas, la astronomía, la escritura, la física, la medicina, la irrigación, la geología, la minería, la previsión meteorológica, la navegación y la metalurgia, entre otros. Su población ha experimentado un importante colapso debido a los efectos de la colonización. La mayoría de los grupos indígenas del mundo actual han sido desplazados de algunas o todas sus tierras ancestrales. Los pueblos indígenas han existido en un contexto de colonialismo, ya que son "indígenas" sólo al experimentar la práctica del colonialismo, es decir, cuando no tienen soberanía y autodeterminación, o cuando así son identificados por otros, en especial grupos colonialistas.
En las últimas décadas, la historiografía ha prestado más atención a la agencia indígena. Antes, los pueblos indígenas eran estudiados como objetos pasivos de la política y administración colonial, pero ahora han surgido áreas crecientes de estudios de fronteras y agencia indígena.
A medida que el colonialismo europeo ha extendido por todo el mundo, los colonos se volvieron dominantes mediante la conquista, la ocupación o la invasión. En este proceso, ha habido conflictos entre colonos y pueblos indígenas. Durante cientos de años en la historia reciente, los grupos indígenas han sido objeto de una serie de crímenes atroces, incluidos múltiples genocidios que han destruido naciones enteras. A pesar de esto, los pueblos indígenas sobreviven y algunos están prosperando. Representan una población de 476 millones, residen en 90 países de todo el mundo y hablan más de 5.000 idiomas, a pesar de que cientos de grupos indígenas están extintos. Algunos ejemplos de importantes lenguas indígenas supervivientes incluyen el aimara, el guaraní, el quechua y el mapuche en América del Sur; Lakota y Navajo en América del Norte; el maya y nahua en Mesoamérica; Inuit en la región circumpolar; Sami en el noroeste de Eurasia; y los isleños del Estrecho de Torres y los maoríes en Oceanía. A modo de comparación, en el momento del contacto en 1492, se hablaban entre 40 y 70 lenguas en Europa, en su mayoría de la familia de lenguas indoeuropeas.
Los pueblos indígenas continúan luchando mientras sufren discriminación en la mayoría de los países donde coexisten con grupos no indígenas. La mayoría de los pueblos indígenas del mundo se encuentran entre los grupos más pobres dentro de los estados donde viven, y representan el 19% de los pobres del mundo.

## Contacto y conquista

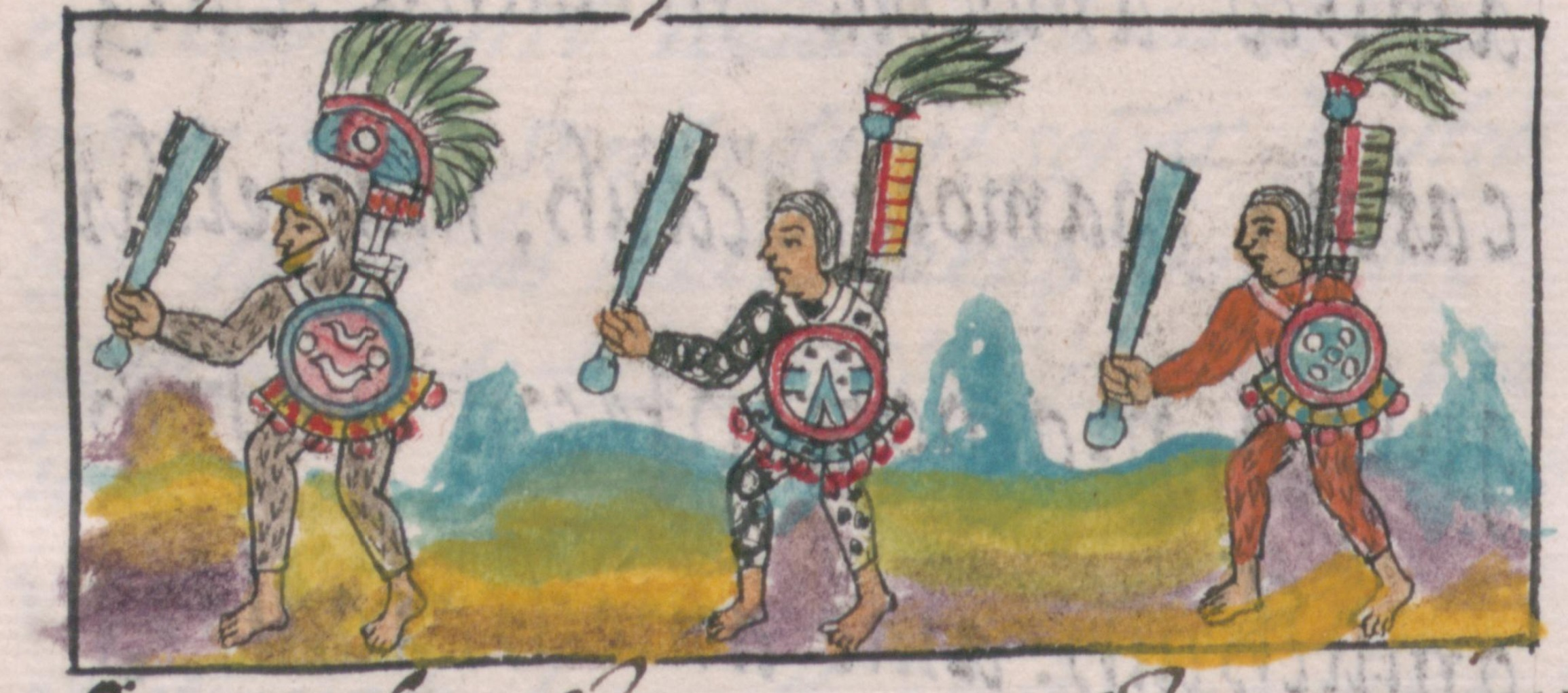
Guerreros aztecas liderados por un guerrero águila, cada uno con una maza macuahuitl. Códice florentino, libro IX, F, 5v. Manuscrito escrito por Bernardino de Sahagún.

Antes de que los europeos se propusieran descubrir lo que había sido poblado por otros en su Era de los Descubrimientos y antes de la colonización europea, los pueblos indígenas residían en una gran proporción del territorio mundial. Por ejemplo, en las Américas se estima una población de hasta 100 millones de personas. La respuesta indígena a la colonización ha sido variada y ha cambiado con el tiempo, ya que cada grupo optó por huir, luchar, someterse, apoyar o buscar soluciones diplomáticas. Un ejemplo de grupo indígena que huyó es el de los Beothuk en Terranova, que ahora está prácticamente extinto. Los charrúas fueron masacrados en lo que hoy es Uruguay y fueron exterminados. Por el contrario, los Nenets se han adaptado al Estado ruso.

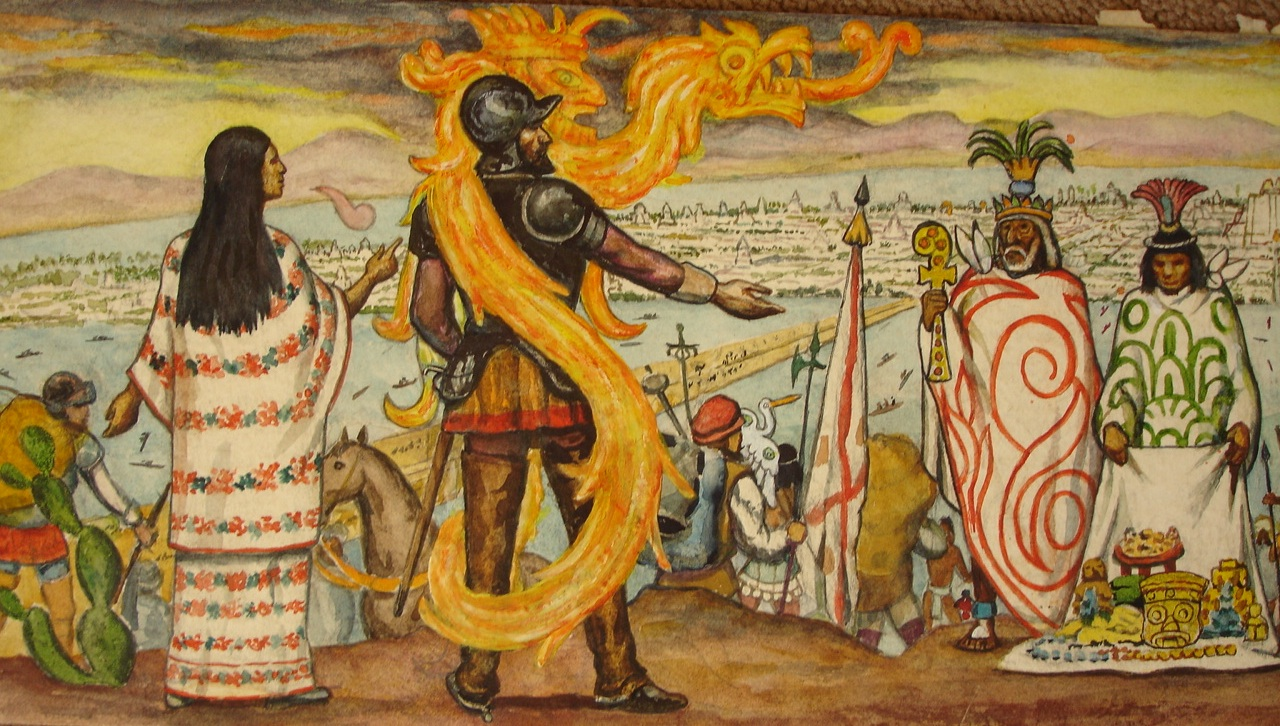
Malinche traduciendo para Hernán Cortés.

Durante mucho tiempo, los académicos han explicado que las altas tasas de mortalidad de los pueblos indígenas al entrar en contacto con los colonos han sido causadas por nuevas enfermedades infecciosas traídas a los territorios indígenas desde el extranjero. Los estudios recientes se han centrado en explorar la naturaleza de las difíciles condiciones de vida impuestas a los pueblos indígenas debido a la colonización, que los hizo más vulnerables a cualquier enfermedad, incluidas las nuevas. En otras palabras, los factores como el trabajo forzoso combinado con el hambre, que convergieron durante el proceso de colonización, debilitaron a los pueblos indígenas y los hicieron menos resistentes a las enfermedades. Por ejemplo, los académicos sostienen que la viruela probablemente mató a un tercio de la población en el México colonial, pero admiten que no hay evidencia para cuantificar el impacto con certeza.Jeffrey Ostler da el ejemplo de la colonización de California como causa de enfermedades en el contexto de un genocidio estructural.

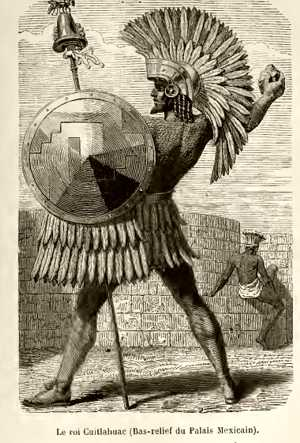
Cuitláhuac, tlatoani azteca que llevó a la victoria en la batalla.

Durante la colonización de la Nueva España de los siglos XVI al XVIII, el enfoque de los colonizadores fue practicar la agricultura, la ganadería, la minería y la construcción de infraestructura mientras explotaban la mano de obra indígena. La esclavitud fue uno de los principales factores que diezmó a la población indígena de América del Norte. La esclavitud indígena precedió y sobrevivió a la trata de esclavos africanos hasta el siglo XX. La corona española permitió la esclavitud de los pueblos indígenas capturados en las llamadas guerras justas, que incluyeron la resistencia indígena al colonialismo, por ejemplo, la conversión religiosa forzada. El trabajo forzado indígena tuvo lugar en repartimientos, encomiendas, misiones españolas y haciendas. Las mujeres y los niños indígenas fueron obligados a realizar trabajos domésticos. Incluso después de que la esclavitud fuera prohibida por el Imperio español y luego por excolonias independientes como los gobiernos de México y Estados Unidos, aquellos que se beneficiaron de la esclavitud utilizaron marcos legales para evitar su aplicación, como las leyes contra la vagancia, el arrendamiento de convictos y el pago de deudas.

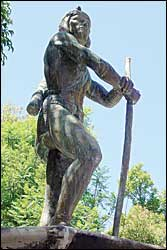
Francisco Tenamaztle, líder Indígena en la Guerra del Mixtón, estatua en la plaza principal de Nochistlán de Mejía, Zacatecas.

Las naciones indígenas buscaron diplomacia o alianzas militares para sobrevivir, buscando aliados en otras naciones, incluidendo a otras naciones indígenas en territorios vecinos y también a otras naciones colonizadoras, como en la Guerra Francesa e India y la Guerra de 1812. En Norteamérica, en ocasiones los indígenas se aliaron con franceses para resistir la colonización inglesa. En Centroamérica, los miskitos se aliaron con ingleses para resistir el colonialismo español. Se han buscado alianzas si la alianza mejorará sus posibilidades de supervivencia o funcionará en su beneficio. Algunas naciones indígenas intentaron mostrar su lealtad a la potencia colonizadora, convirtiéndose en un aliado militar en los ataques de otras naciones indígenas, como en el caso de los tlaxcaltecas en el valle central de México. Otras veces, se aliarían con esclavos africanos fugitivos, como en el caso de los Seminoles.

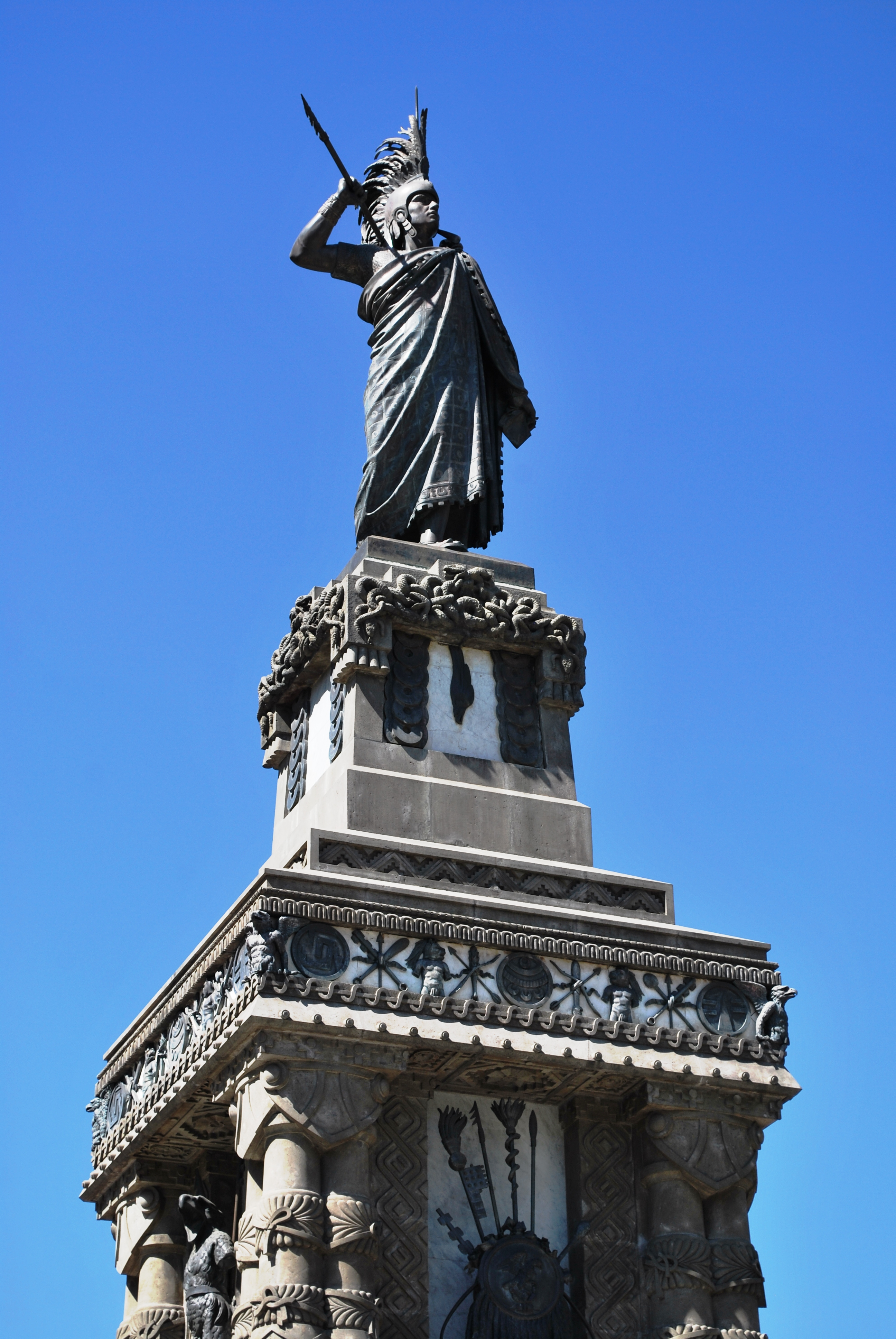
Como último tlatoani (emperador) de los aztecas, Cuauhtémoc lideró la defensa final de Tenochtitlán contra las fuerzas españolas.

En ocasiones, los pueblos indígenas tendrían éxito en la batalla contra los ejércitos liderados por europeos. Algunos ejemplos incluyen Noche Triste (1520), Batalla de Colhuacatonco (1521), Batalla de Ollantaytambo (1537), Guerra Chichimeca (1550-90), Batalla de Curalaba (1598), Revuelta Pueblo (1680) y la Batalla de Big Horn (1876). 
Algunas naciones indígenas resistieron la conquista durante décadas o siglos, como los mapuche en la guerra de Arauco, maoríes en la guerra de las Tierras de Nueva Zelanda, yaquis en la guerra del Yaqui, los incas en Perú y seminolas en las guerras Semínolas. Sin embargo, en muchas partes del mundo, los pueblos indígenas se trasladaron de territorios fértiles y ricos en recursos hacia territorios inaccesibles e inhóspitos, como pantanos, selvas y desiertos. Fueron desplazados de lugares fértiles de Argentina, Brasil, Filipinas y África templada. Algunos ejemplos incluyen pequeños grupos indígenas que se desplazan a partes de la cuenca del Amazonas, Australia, América Central, el Ártico y Siberia. Otros entraron en conflicto con otros grupos indígenas cuando fueron desplazados por la fuerza y ocuparon territorios habitados por otros grupos indígenas. En ocasiones, la reacción de los pueblos indígenas a los ataques resultó en su transformación en culturas de caballos guerreros que utilizaron armas de fuego europeas para resistir una mayor invasión de sus territorios. Incluso hoy en día, el estereotipo de nativo americano representado en Indian Wars está montado a caballo. Por ejemplo, los pueblos de las Grandes Llanuras y los mapuches adoptaron el caballo en sus culturas y hasta los aplicaron en la guerra.

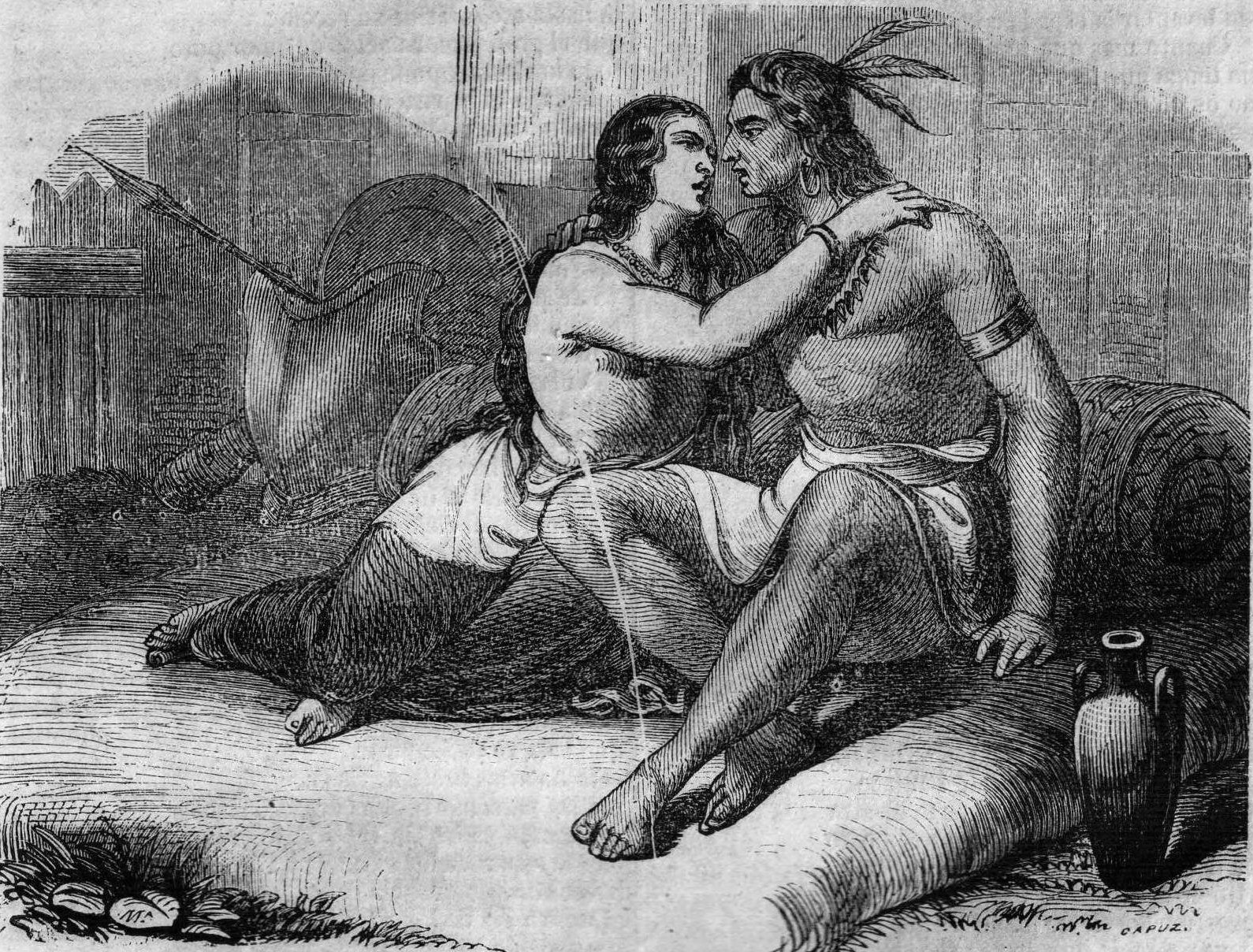
Lautaro y Guacolda.

Los pueblos indígenas también adoptaron animales domésticos recién introducidos en su dieta cuando los europeos introdujeron pollos, vacas, cerdos, cabras y ovejas en el intercambio colombiano. Los pueblos indígenas han cazado su territorio durante siglos o milenios, y muchas veces han matado a los animales pertenecientes a los colonos, lo cual ha sido la causa de muchos conflictos entre los colonos y los pueblos indígenas.  
Los pueblos indígenas no siempre fueron conquistados militarmente, como lo muestra el caso de los tratados celebrados entre Gran Bretaña y Francia con los pueblos indígenas. Sin embargo, los indígenas generalmente negociaban desde una posición débil en la que aceptaban los términos. El Tratado de Waitangi de los maoríes de 1840 y el Tratado de Bosque Redondo de los navajos de 1868 son dos ejemplos de tratados que siguen siendo importantes en la actualidad.
Existen ejemplos históricos de pueblos indígenas que se han suicidado colectivamente, como respuesta a la colonización, la opresión o la destrucción inminente. Algunos casos notables incluyen: Los taínos de La Española, los mapuches de Chile, los pueblos indígenas de Brasil, los caribes de las Antillas Menores y los aztecas de México.

## Colonización

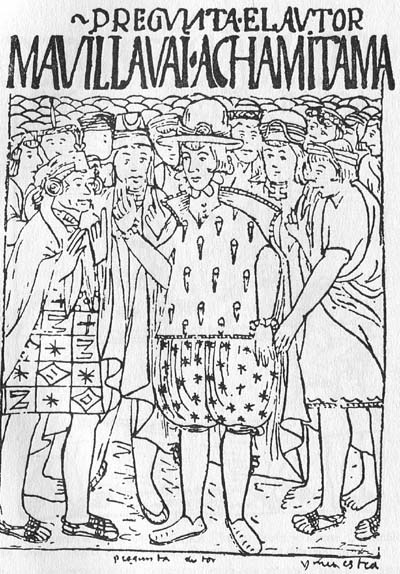
Felipe Guamán Poma de Ayala

El colonialismo moderno que comenzó en el siglo XV, junto con la navegación transatlántica europea, resultó en la expansión de los imperios europeos y el colonialismo de poblamiento asociado que ocurrió en las Américas, Oceanía, Sudáfrica y más allá.
Según la historiadora Roxanne Dunbar-Ortiz, el hecho de que los pueblos indígenas sobrevivan hoy contra los ataques genocidas es una prueba de resistencia: 

Las naciones y comunidades nativas, si bien luchan por mantener los valores fundamentales y la colectividad, han resistido desde el principio al colonialismo moderno utilizando técnicas tanto defensivas como ofensivas, incluidas las formas modernas de resistencia armada de los movimientos de liberación nacional y lo que ahora se llama terrorismo. En todos los casos han luchado por la supervivencia como pueblos.

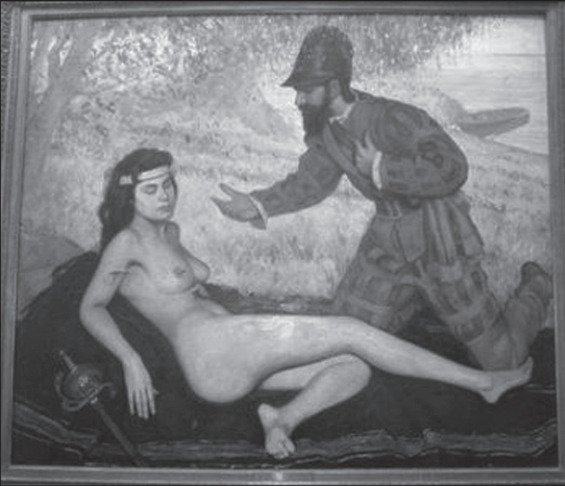
Charrúa y soldado.

Dunbar-Ortiz pone ejemplos de resistencia en América del Norte en los casos de rebelón de los indios de Nuevo México, Guerra pequot, guerra del rey Felipe y guerras semínolas.

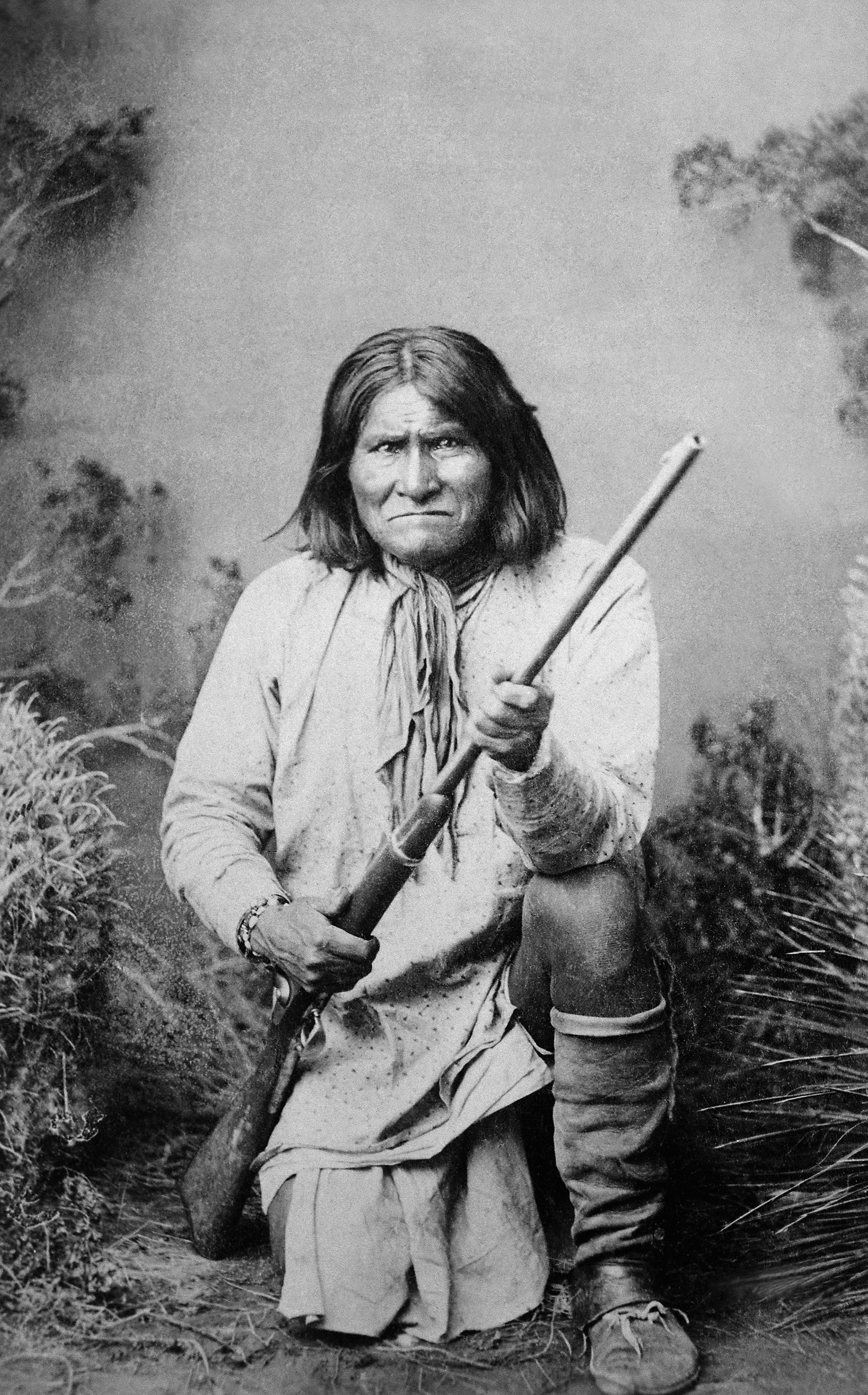
Goyaałé, caudillo indígena apache, también conocido como Gerónimo.

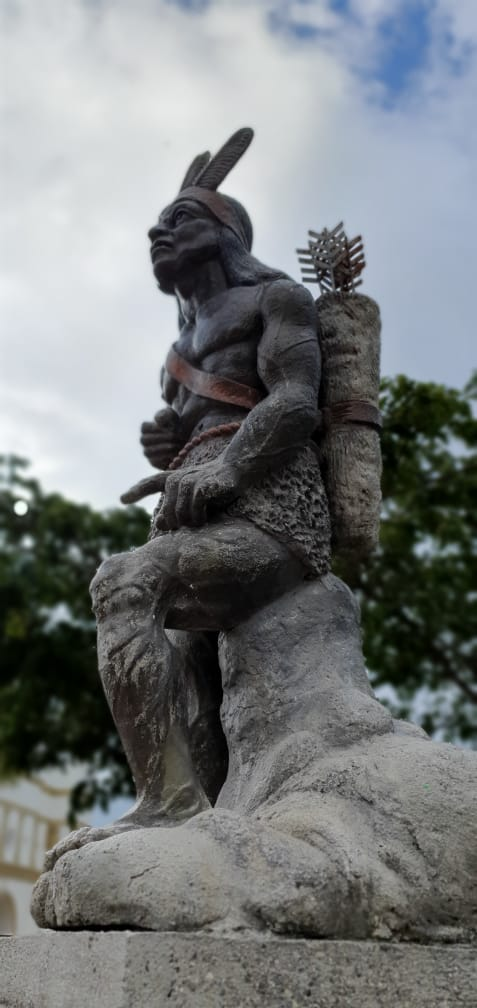
Estatua de Lempira, plaza Central de Tambla, Honduras.

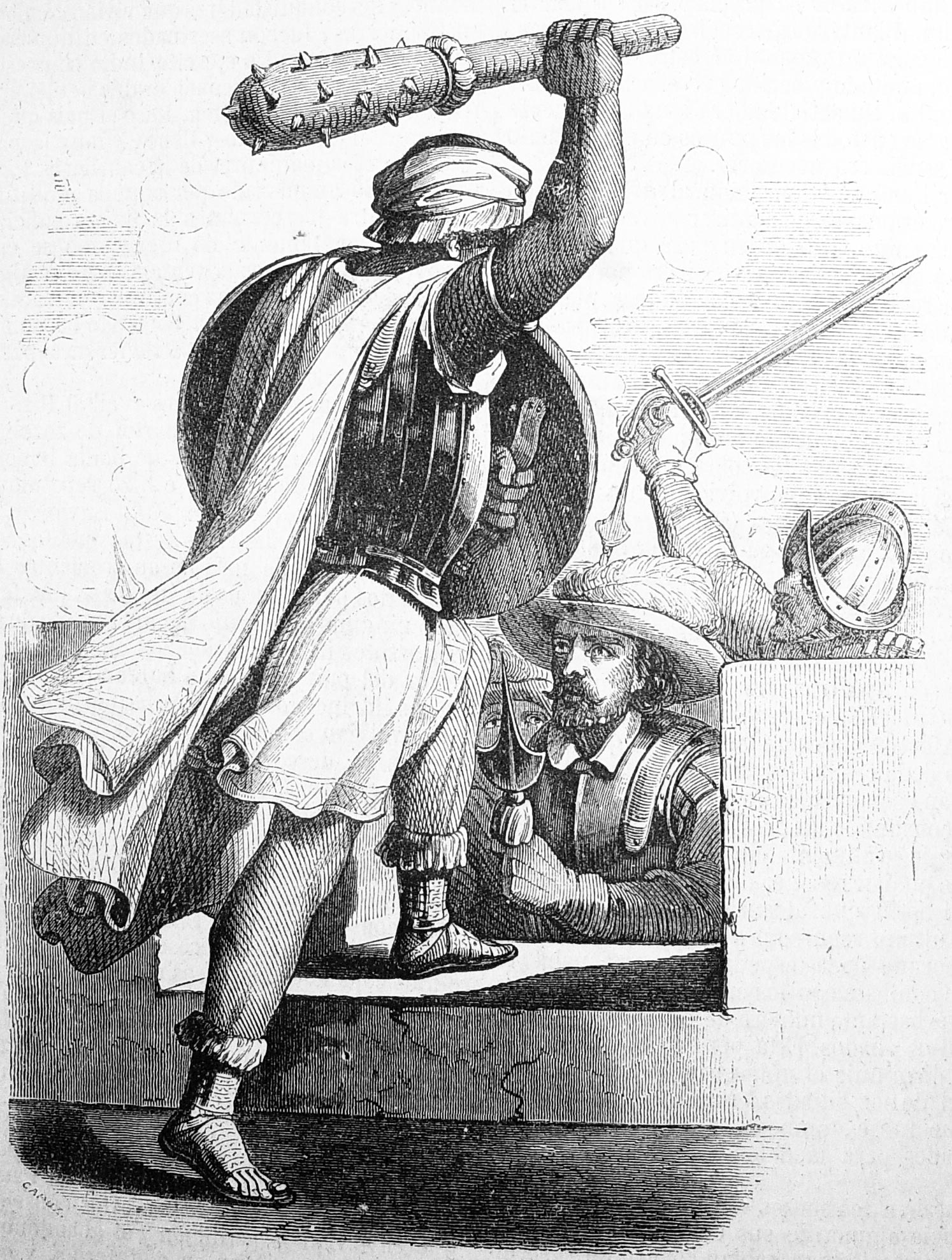
Cahuide fue un noble y guerrero inca que participó en la batalla de Sacsayhuamán. 1536.

Algunas personas indígenas notables que resistieron la colonización incluyen a Cajemé, Cahuide, Caupolicán, Cuitláhuac, Cuauhtémoc, Dundalli, Goyaałé, Jacinto Canek, Juan Santos Atahualpa, Lautaro, Lempira, Mangas Coloradas, Manco Inca, Micaela Bastidas, Pedro Pablo Atusparia, Pemulwuy, Pontiac, Samuel Maharero,  Rigoberta Menchu, Rita Puma Justo, Túpac Amaru I, Túpac Amaru II, Tecumseh y Tenskwatawa.
Algunos pueblos indígenas se rebelaron contra el colonialismo, en ocasiones involucrando a dos o más aliados indígenas. Los ejemplos incluyen la guerra del Mixtón, la rebelión indígena en Venezuela de 1520, el levantamiento zapatista, la guerra de Castas de Yucatán, la rebelión de Túpac Amaru II, la rebelión Tseltal de 1712, la rebelión de Pontiac y la Rebelión del Noroeste. El académico Benjamin Madley dijo que en todo el mundo, los grupos que son objeto de aniquilación resisten violentamente. Detalla el caso de la guerra Modoc comparando las víctimas del conflicto. Además, dice que "el genocidio Modoc no es el único genocidio contra los pueblos indígenas que ha sido presentado como una guerra".Históricamente las víctimas de genocidio han resistido, y esta resistencia ha sido criminalizada para justificar las masacres.
En América del Norte, donde los británicos firmaron tratados con los pueblos indígenas, aprendieron que estos tratados podían romperse y no protegerían a sus comunidades. Ante el riesgo de que su pueblo fuera destruido, los líderes de la resistencia india acordaron tratados que exigían cesiones de tierras y la redefinición de fronteras con la esperanza de que los colonos no invadieran más territorio Indígena. Uno de esos ejemplos es la Banda Pokagon de Indios Potawatomi, una nación india reconocida a nivel federal, que estaba dirigida por el líder Potawatomi Leopold Pokagon . Otras veces, los tratados se firmaron bajo coerción o justo después de que grupos indígenas sufrieran masacres, como en el caso del Tratado de Hartford de 1638. Las potencias coloniales también buscaron el control de nuevos territorios apropiándose de la élite indígena mediante soborno o asimilación.
Según Frank Chalk, en los Estados Unidos del siglo XIX, la política del gobierno federal hacia los Indígenas americanos era etnocidio, pero cuando estos resistían, el resultado era genocidio.

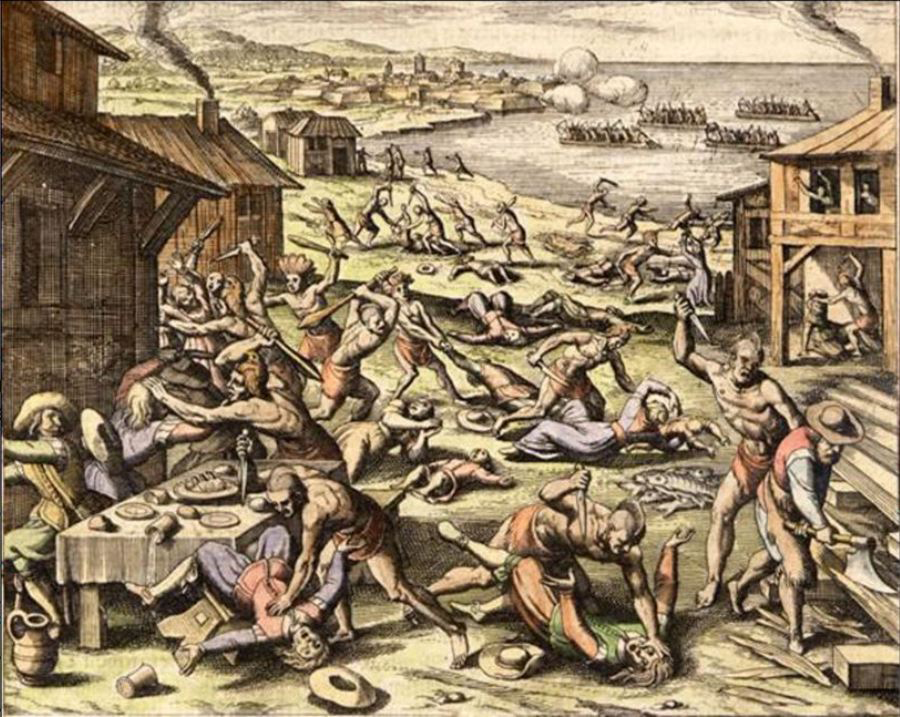
Masacre de Jamestown en 1622. La imagen se considera una conjetura en gran medida.

Según Ken Coates, las relaciones sexuales entre mujeres Indígenas y hombres no Indígenas tuvieron lugar en cierta medida en Nueva Zelanda, Nueva España y los métis en Canadá, mientras que generalmente no tuvieron lugar en otros lugares como Australia y la América del Norte británica. Las personas de ascendencia mixta de colonos e indígenas han sido discriminadas. La mezcla desdibujó las líneas entre las poblaciones indígenas y recién llegadas, y la mayoría aprendió el idioma de la colonia, que era un idioma europeo. El concepto de mestizaje, el proceso de mezcla transcultural, se ha utilizado para promover el asimilacionismo y el monoculturalismo en América Latina.
En América del Norte, Estados Unidos y Canadá establecieron escuelas residenciales, alejando a los niños indígenas de sus familias durante años y prohibiéndoles el uso de su lengua materna y sus prácticas culturales. Australia se centró en los niños de etnia mixta y los trasladó a internados o a adopción por familias no indígenas.  Canadá y Estados Unidos han asimilado a los pueblos indígenas a través de políticas de terminación india, en las que se ofrecen incentivos para que los pueblos indígenas renuncien a sus derechos a cambio de beneficios como los derechos de ciudadanía. Además, Canadá eliminó los derechos indígenas si una mujer Indígena se casaba con una persona no indígena, si una persona indígena se graduaba de la universidad, o se unía al ejército.

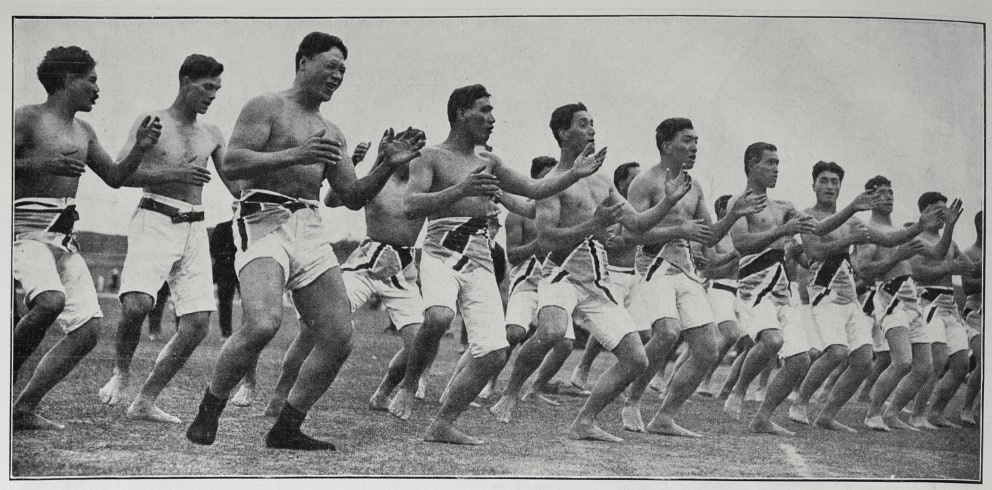
Soldados maoríes, 1915.

La Nación Cheroqui es una de las tribus reconocidas a nivel federal dentro de los Estados Unidos. Ahora se encuentra en Oklahoma después de haber sido eliminada por la fuerza en el Camino de las Lágrimas junto con otros grupos indígenas. Los grupos indígenas de América del Norte fueron asignados a pequeñas reservas, generalmente en territorios remotos y económicamente marginales que no sustentarían cultivos, pesca o caza. Algunas de las reservas fueron luego desmanteladas mediante un proceso de adjudicación, pero algunos pueblos indígenas se negaron a firmar.

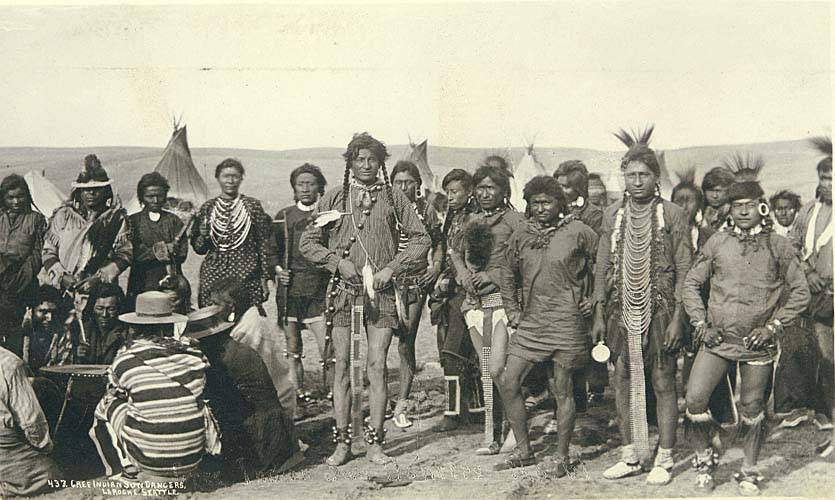
Danza del sol indígenas Cree, 1893.

Un informe de la Organización de las Naciones Unidas afirmó que los pueblos indígenas tienen "... historias documentadas de resistencia, interfaz o cooperación con los estados... Los pueblos indígenas fueron reconocidos como pueblos soberanos por los estados, como lo indican los cientos de tratados celebrados entre pueblos indígenas y los gobiernos de Estados Unidos, Canadá, Nueva Zelanda y otros".

## Etapa contemporánea

### Estrategias

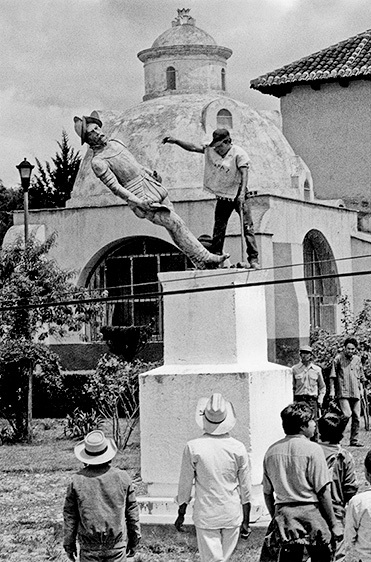
Estatua de Diego de Mazariegos, el conquistador español. 1992.

Las estrategias indígenas continúan persiguiendo los derechos y la libertad Indígenas y buscan reconstruir sus naciones y culturas para mantener grupos nacionales con identidades distintas y únicas. Las naciones indígenas continúan buscando la autodeterminación y la soberanía.
Las estrategias indígenas contemporáneas han incluido negociaciones, mediación, arbitraje, declaraciones políticas, bloqueos, procesos legales, activismo, manifestaciones políticas y desobediencia civil. Algunos han trabajado en la eliminación de los espacios públicos de símbolos de la opresión indígena, como los monumentos a Cristóbal Colón, Francisco Pizarro, Hernán Cortés, John A. Macdonald y Junípero Serra. También se ha utilizado mucha resistencia para llamar la atención pública sobre las cuestiones indígenas.
Los pueblos indígenas conmemoran eventos y procesos históricos de forma anual o periódica, como el Día de la Resistencia Indígena. Activistas han protestado por lo que consideran festividades coloniales controvertidas, como Día de Australia, Día de la Raza y la celebración quinto centenario del "descubrimiento" de América.
Erich Steinman ha compilado un registro de los procesos y respuestas de resistencia de los nativos americanos que, según él, son ignorados, minimizados o no son estudiados por la sociología estadounidense.
México tuvo un presidente indígena, Benito Juárez en el siglo XIX. Más recientemente, Bolivia ha tenido un presidente indígena, Evo Morales. Grupos indígenas han creado partidos políticos Pachakutik en Ecuador, Partido Maorí en Nueva Zelanda, Movimiento para la Liberación de los Pueblos en Guatemala y Movimiento al Socialismo en Bolivia.
Las naciones y pueblos Indígenas han logrado sobrevivir a pesar de los ataques sostenidos y prolongados a su existencia como naciones, culturas o miembros de un grupo Indígena. Los pueblos Indígenas cuestionan la idea de que el Estado es la forma básica de organización política. La lucha Indígena por la autodeterminación hoy es parte de un ciclo de siglos de resistencia al colonialismo.

### Perspectivas sobre el colonialismo
Elaine Coburn y Lorenzo Veracini afirmaron que el colonialismo está presente en los estados coloniales de colonos contemporáneos, incluidos Canadá, Nueva Zelanda, Australia y Estados Unidos. Michael Grewcock ha sostenido que en Australia hay Indígenas "que todavía se resisten a la colonización de un país que nunca fue cedido".
La antropóloga Indígena Audra Simpson argumenta que el proyecto colonial es presente, como es el caso de los Mohawks de Kahnawake, un territorio autónomo de la Nación Mohawk dentro de las fronteras de Canadá.
Pablo Casanova ha dicho que en México ha habido una práctica de colonialismo interno. Según el sociólogo Aníbal Quijano, Bolivia y México han experimentado una descolonización limitada a través de un proceso revolucionario. En México, el caso del Ejército Zapatista de Liberación Nacional (EZLN) denota resistencia en muchos ámbitos, incluidos el educativo, el territorial, el epistemológico, el político y el económico. El EZLN es visto como una continuación de la lucha contra más de 500 años de opresión por parte de los pueblos Indígenas.
Según Ken Coates, a las democracias liberales no les gusta que las acusen de abusos internos contra los derechos humanos "cuando estos mismos gobiernos suelen criticar a otras naciones por abusos contra los derechos humanos y civiles". Además, los países independizados, como Malasia e Indonesia, han desdeñado tanto los derechos Indígenas como los imperios coloniales.

### Cultura indígena
La tradición oral es importante para la cultura indígena, pero no ha estado representada en la cultura contemporánea. Roxanne Dunbar-Ortiz que es Indígena, escribió La historia Indígena de los Estados Unidos. Rigoberta Menchú publicó una autobiografía con testimonio sobre el genocidio guatemalteco y llegó a ganar el Premio Nobel de la Paz.
Hoy en día, los pueblos Indígenas pueden reaccionar a los procesos culturales de diversas maneras, incluyendo aculturación, transculturación, asimilación cultural, pérdida cultural y marginación, mientras que algunos permanecen separados de la cultura dominante o marginados de cualquier grupo, incluido el propio. En Hispanoamérica, algunos pueblos Indígenas han adoptado la religión, las instituciones, la lengua y la literatura españolas, así como animales domésticos y cultivos no endémicos.
Algunos académicos y pueblos Indígenas sostienen que cambiar el nombre de los lugares y geografías debería ser parte de un proceso de recuperación de las culturas Indígenas.

### Comisiones de la verdad
Hay Comisiones de la Verdad que han investigado e informado sobre las atrocidades cometidas hacia indígenas. Algunas de ellas incluyen Comisión de Esclarecimiento Histórico de Guatemala, Comisión de la Verdad y Reconciliación de Canadá, Consejo de la Verdad y Remediación de California, y Comisión de la Verdad y Reconciliación de Noruega que estudia el caso de los Sami.

### Museos sobre el colonialismo
Los museos sobre el colonialismo son espacios que exhiben y analizan los procesos de colonización y sus consecuencias, integrando perspectivas de colonizadores y pueblos colonizados. Fomentan una reflexión crítica sobre temas como esclavitud, imperialismo, racismo y resistencia indígena. Sin embargo, son pocos debido a la sensibilidad política, disputas por la restitución de objetos, falta de financiamiento y resistencia institucional. Existen pocos museos en Latinoamérica cuyo tema central sea la historia y cultura indígena.
Algunos museos coloniales han sido objeto de protestas por parte de pueblos indígenas. En años recientes, varios museos han iniciado procesos de restitución de objetos adquiridos durante el periodo colonial.

### Medios de comunicación
Hay varias organizaciones de comunicación que atienden a temáticas Indígenas, incluyendo a APTN, First Nations Experience, NITV, National Indigenous Times, NRK Sami y Whakaata Māori.

### Idiomas indígenas
Algunos movimientos, como el movimiento hawaiano de la soberanía, han buscado promover el uso de lenguas Indígenas en programas educativos. En los últimos años, ha habido un resurgimiento del uso del idioma maorí en Nueva Zelanda, donde es un idioma oficial y se enseña en 350 escuelas. Las nuevas tecnologías están haciendo accesible al público en general el acceso a los programas educativos de idiomas. Además, hay ejemplos de escuelas Indígenas que se alejan de los planes de estudio eurocéntricos y al mismo tiempo consideran las perspectivas futuras de los graduados dentro de un estado de mayoría no Indígena. En Paraguay, el guaraní es el idioma oficial y lo hablan 6,5 millones de personas en la región. El quechua y el aimara son idiomas oficiales en Perú y Bolivia y los hablan 8 y 2,5 millones de personas, respectivamente.  El nacionalismo ha promovido el uso de lenguas locales en la mayor parte de Eurasia, pero en el resto del mundo, las lenguas europeas siguen siendo dominantes en los medios de comunicación, la educación e Internet, como efecto de la etapa colonial.

### Ley internacional
En el área del derecho internacional, el Grupo de Trabajo sobre Poblaciones Indígenas participó directamente en el desarrollo de la Declaración de las Naciones Unidas sobre los Derechos de los Pueblos Indígenas (UNDRIP) y trabajó en el desarrollo de la Convención sobre Pueblos Indígenas y Tribales de 1989. El académico Jeff Corntassel dijo que el artículo 46 de la UNDRIP puede ser perjudicial para algunos derechos Indígenas: "...la restauración de sus relaciones y prácticas culturales basadas en la tierra y el agua a menudo se presenta como una amenaza a la integridad territorial del país en el que residen y, por tanto, una amenaza a la soberanía del Estado".
Durante décadas, los pueblos Indígenas habían exigido que la Iglesia Católica rechazara las teorías de la Doctrina del Descubrimiento que justificaban la apropiación de tierras Indígenas.